# 네트워크 보안 서비스

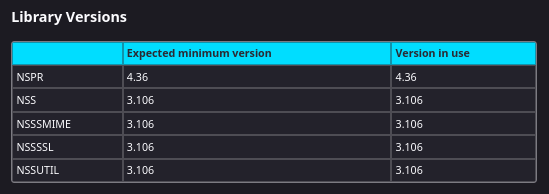

네트워크 보안 서비스(Network Security Services, NSS)는 서버 측의 하드웨어 TLS/SSL 가속과 클라이언트 측의 하드웨어 스마트 카드에 대한 선택적 지원을 통해 보안이 활성화된 클라이언트 및 서버 애플리케이션의 크로스 플랫폼 개발을 지원하도록 설계된 암호화 컴퓨터 라이브러리 모음이다. NSS는 TLS(전송 계층 보안)/SSL(보안 소켓 계층) 및 S/MIME을 지원하는 암호화 라이브러리의 완전한 오픈 소스 구현을 제공한다. 버전 3.14 이전의 NSS 릴리스는 모질라 공용 허가서 1.1, GNU 일반 공중 사용 허가서 및 GNU 약소 일반 공중 사용 허가서에 따라 3중 라이선스가 부여된다. 릴리스 3.14부터 NSS 릴리스는 GPL 호환 모질라 공용 허가서 2.0에 따라 라이선스가 부여된다.

## 역사
NSS는 넷스케이프가 SSL 보안 프로토콜을 발명했을 때 개발된 라이브러리에서 시작되었다.

### FIPS 140 검증 및 NISCC 테스트
NSS 소프트웨어 암호화 모듈은 보안 수준 1 및 2에서 FIPS 140을 준수하는지 5번(1997년, 1999년, 2002년, 2007년, 2010년) 검증되었다. NSS는 FIPS 140 검증을 받은 최초의 오픈 소스 암호화 라이브러리였다. NSS 라이브러리는 NISCC TLS/SSL 및 S/MIME 테스트 모음(잘못된 입력 데이터에 대한 160만 개의 테스트 케이스)을 통과했다.

## 같이 보기
- 정보 보안
- TLS 구현의 비교